# 13243 Randhahn
13243 Randhahn è un asteroide della fascia principale. Scoperto nel 1998, presenta un'orbita caratterizzata da un semiasse maggiore pari a 2,2876918 au e da un'eccentricità di 0,1170081, inclinata di 7,62238° rispetto all'eclittica.